# Dan Snell
Dan Albin Snell, född 27 november 1941 i Nedertorneå församling, Norrbottens län, död 20 november 2008 i Undenäs församling, Västra Götalands län, var en svensk militär.

## Biografi
Snell avlade officersexamen vid Krigsskolan 1965 och utnämndes samma år till officer i armén. Han befordrades till kapten vid Bodens artilleriregemente 1972 och till major 1975. År 1982 inträdde han som överstelöjtnant i Generalstabskåren, varpå han var överingenjör och planeringschef vid Huvudavdelningen för gemensamma fackfrågor i Försvarets materielverk 1982–1984 och bataljonschef vid Norrlands artilleriregemente 1984–1985. År 1985 befordrades han till överste, varefter han var chef för Norrlands artilleriregemente 1985–1987. Han befordrades till överste av första graden 1988, var chef för Systemavdelningen i Huvudavdelningen för armémateriel vid Försvarets materielverk 1988–1989 och chef för Värmlands regemente 1989–1994. Åren 1994–1997 var Snell chef för Kalmar regemente, varefter han lämnade Försvarsmakten.